# Grande mosquée de Strasbourg
La grande mosquée de Strasbourg se trouve dans le quartier du Heyritz à Strasbourg en Alsace. Inaugurée en 2012, elle remplace une salle de prière installée depuis 1982 dans une ancienne usine. 
Son président actuel (en 2018) est Said Aalla, par ailleurs président de l'Association des Deux Rives, gestionnaire de la mosquée de la cité de l'Ill (inaugurée en juin 2015) et cofondateur de l'aumônerie musulmane du Bas-Rhin.

## Histoire
La Grande Mosquée a été conçue par l’architecte italien Paolo Portoghesi, préférée au projet futuriste de Zaha Hadid, Mario Botta, Gaston Valente, Jean-Michel Wilmotte.
Les plans initiaux prévoyaient un minaret, un auditorium et un centre d’étude ainsi qu’une capacité plus importante. Ils ont été refusés par la maire de Strasbourg de l'époque, Fabienne Keller, qui a posé la première pierre de l’édifice le 29 octobre 2004.

Le parvis de la grande mosquée.

Les autorités alsaciennes ont alloué un terrain de 10 000 mètres carrés à la mosquée. Celle-ci bénéficie d'un bail emphytéotique, son coût est estimé à 8,5 millions d'euros. Sa construction a été plusieurs fois retardée, principalement à cause d'un arrêté municipal visant à prévenir les sources de financements étrangers, en particulier du Golfe. Le financement est partagé à 26 % par les collectivités locales, dont 8 % pour la Région Alsace, 8 % par le département du Bas-Rhin et 10 % par la Ville, soit 1,6 million d'euros. Le Maroc a contribué à hauteur de 700 000 euros. L'Arabie saoudite a versé cinq millions de riyals (soit 910 676 euros).
Sa coupole de vingt-quatre mètres de haut pour dix-sept de diamètre a été mise en place le 27 novembre 2009, jour de l'Aïd al-Adha. Ouverte au culte le 1er août 2011, lors du 1er jour du Ramadan 1432, la grande mosquée de Strasbourg est la deuxième plus grande de France après celle d’Évry-Courcouronnes et sa capacité d’accueil projetée à 3 000 fidèles est de 1 500 fidèles.
La grande mosquée de Strasbourg est officiellement inaugurée le 27 septembre 2012 en présence de MM. Manuel Valls, ministre français de l’intérieur et des cultes, Ahmed Toufiq, ministre des Habous et des affaires islamiques du royaume du Maroc, du grand rabbin de Strasbourg René Gutman, de Mgr Christian Kratz, évêque auxiliaire de Strasbourg et de M. Christian Krieger, président du Consistoire Réformé de Strasbourg.
Une deuxième grande mosquée devrait être inaugurée en 2020 : la mosquée Eyyûb Sultan qui sera construite dans le quartier de la Meinau avec deux minarets de 36 mètres de hauteur et une capacité d'accueil de deux mille sept cent cinquante personnes. Au total, sept projets de nouvelles mosquées sont en cours dans la capitale alsacienne.